# Ádám Varga
Ádám Varga (n. 20 noiembrie 1999, Budapesta, Ungaria) este un caiacist ce a reprezentat Ungaria, medaliat olimpic. A participat la 2 ediții ale Jocurilor Olimpice (2020, 2024) în care a câștigat două medalii de argint.